# ジェラルドのゲーム
『ジェラルドのゲーム』（原題: Gerald's Game）は、1992年に刊行されたスティーヴン・キングの長編サスペンス小説。

## あらすじ
カシュウォカマク湖畔の別荘においてベッドに手錠で妻の両手を固定し大の字にさせ、緊縛プレイに興じようとする夫が、行為に及ぶ前に頓死してしまう。ベッドに固定されたままの妻は恐慌に度々襲われながら”内なる声達”と戦い、あるいは協力し過去を巡る。そして腹を空かせた野犬と何かの存在が別荘室内に現れる。

## 登場キャラクター
- ジェラルド・バーリンゲーム　弁護士
- ジェシー・バーリンゲーム　ジェラルドの妻
- 元プリンス　野犬
- レイモンド・アンドリュー・ジューバート　スペース・カウボーイ
- ブランドン・ミルヘロン　ジェラルドの同僚